# Tania Calvo
Tania Calvo Barbero (Vitoria, 26 de junio de 1992) es una deportista española que compite en ciclismo en la modalidad de pista, especialista en las pruebas de velocidad y keirin.
Ganó tres medallas en el Campeonato Europeo de Ciclismo en Pista, en los años 2014 y 2016.
Participó en los Juegos Olímpicos de Río de Janeiro 2016, ocupando el séptimo lugar en velocidad por equipos (junto a Helena Casas), el 19.º lugar en velocidad individual y el 21.º en keirin.

## Medallero internacional
| Campeonato Europeo | Campeonato Europeo      | Campeonato Europeo | Campeonato Europeo    |
| Año                | Lugar                   | Medalla            | Competición           |
| ------------------ | ----------------------- | ------------------ | --------------------- |
| 2014               | Baie-Mahault (Francia)  | Medalla de plata   | Velocidad individual  |
| 2016               | Saint-Quentin (Francia) | Medalla de plata   | Velocidad por equipos |
| 2016               | Saint-Quentin (Francia) | Medalla de bronce  | Velocidad individual  |